# Нововасилевка (Врадиевский район)
Нововасилевка (укр. Нововасилівка) — село в Первомайском районе Николаевской области Украины.
Основано в 1795 году. Население по данным 2024 года составляло 574 человека. Население по переписи 2001 года составляло 732 человек. Почтовый индекс — 56332. Телефонный код — 5135. Занимает площадь 2,32 км².

## Местный совет
56332, Николаевская обл., Первомайский р-н, с. Нововасилевка, ул. Мира, 14